# International Amateur Theatre Association
La International Amateur Theatre Association (francese: Association Internationale du Théâtre Amateur), anche abbreviata come AITA/IATA, è l'associazione internazionale che raccoglie le federazioni nazionali di teatro amatoriale.
La AITA/IATA è stata fondata nel 1952 a Bruxelles. La sede, dopo vari cambiamenti, è oggi a Londra. L'Associazione riunisce circa 80 federazioni nazionali di teatro amatoriale distribuite nei cinque continenti. È riconosciuta come Organizzazione non governativa ed è accreditata come associazione consulente dall'UNESCO.
Dal 2021 il presidente è il gallese Aled Rhys-Jones.
Le organizzazioni membri sono raggruppate tra membri di uno stesso paese in Centri nazionali e i Centri Nazionali di culture comuni in centri regionali.
Per l’Italia vi aderisce il Centro Italiano Teatro Amatori.
A partire dal 1957, AITA/IATA co-organizza il Festival Internazionale del Teatro Amatoriale, che si tiene ogni quattro anni a Monaco.